# 엘리 뒤코묑

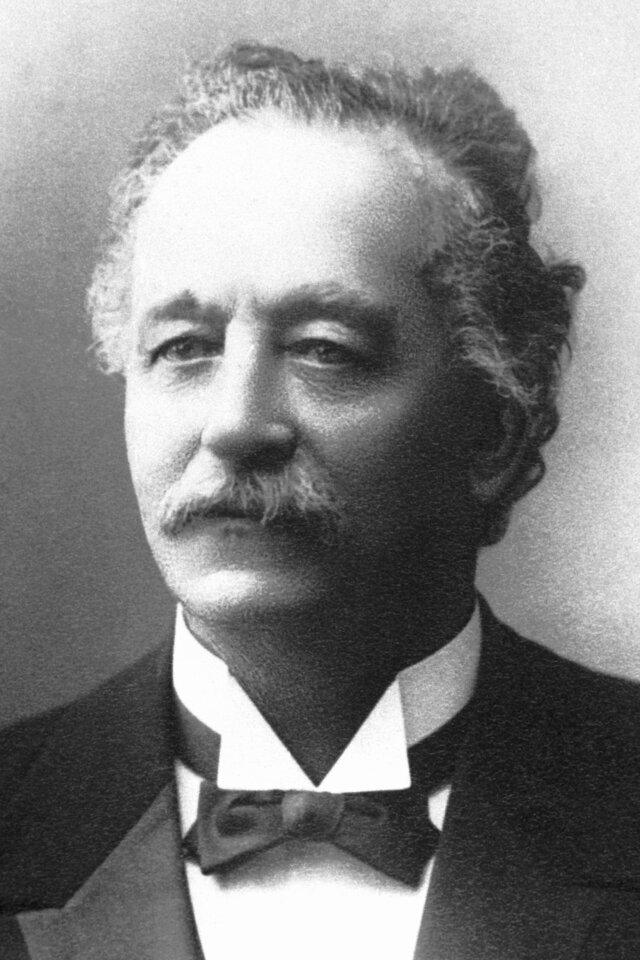
엘리 뒤코묑

엘리 뒤코묑(Élie Ducommun, 1833년 2월 19일 ~ 1906년 12월 7일)은 스위스의 언론인, 평화운동가로, 1902년 샤를 알베르 고바와 함께 노벨 평화상을 수상했다.
그는 제네바에서 태어나 가정 교사, 어학 교사, 언론인, 스위스 연방 정부 통역사(1869년 ~ 1873년)로 근무했다. 1867년 평화 자유 연맹(Ligue de la Paix et de la Libert)을 설립했으며 1873년부터 1891년까지 쥐라-심플롱 철강 회사의 비서를 맡는 등 다른 업무도 병행했다.
1891년 베른에서 설립된 최초의 국제 평화 비정부 기구인 국제 평화국 초대 사무총장에 취임했으며 1906년 사망할 때까지 사무총장을 맡았다. 1902년 노벨 평화상을 수상했다.